# Bernhard Koehler
Pour les articles homonymes, voir Koehler.
Bernhard Koehler, né le 7 novembre 1849 à Berlin et mort le 30 mars 1927 à Berlin, est un industriel allemand et collectionneur d'art.

## Biographie
Issu d'une famille de négociants, Bernhard Koehler fonde en 1876 une usine de mécanique à Berlin pour la fabrication de produits en métal, l'impression des timbres et des gravures, le tout destiné à l'industrie, au matériel de bureau et à la bijouterie. Installée à Berlin-Kreuzberg, son entreprise acquiert une renommée internationale et lui permet d'acquérir une fortune confortable. Il commence à s'intéresser de plus près à l'art grâce à August Macke que connaissait sa nièce Elisabeth Gerhardt. En 1908, ils font tous les trois un voyage à Paris et visitent la galerie Durand-Ruel, la galerie Bernheim-Jeune, la galerie Ambroise Vollard et d'autres, afin d'acquérir des œuvres de peintres français.
Elisabeth Gerhardt épouse August Macke quelques mois plus tard en 1909. C'est par l'entremise du jeune ménage que Koehler fait la connaissance en 1910 de Franz Marc. Le fils de Koehler, prénommé également Bernhard (1882-1964), acquiert pour son père quelques toiles de Franz Marc à la galerie Franz Josef Brakl de Munich. C'est le début d'une collection importante. Un an plus tard, Koehler commence à collectionner les tableaux de peintres de la Nouvelle Association des artistes munichois et il finance des almanachs de la société du Cavalier bleu. En plus des catalogues des expositions du Cavalier bleu qu'il finance, il achète plusieurs tableaux de Franz Marc, comme La Vache jaune, Le Cerf dans la forêt, ou La Frise des singes qui se trouve aujourd'hui à la Kunsthalle de Hambourg. Il finance aussi un voyage en Tunisie que fait August Macke au début de l'année 1914 avec Paul Klee et Louis Moilliet. August Macke et Franz Marc meurent quelques mois plus tard à Verdun.
Sa collection est exposée dans les trois étages de sa maison, comme dans un musée. Elle comporte des toiles majeures de l'expressionnisme allemand et français, et d'impressionnistes et de postimpressionnistes  français.
Après sa mort en 1927, son fils Bernhard hérite de la collection, mais il est obligé de se séparer d'un certain nombre de tableaux à cause de la crise économique qui frappe à partir de 1931 l'Allemagne. 
Un bombardement aérien détruit l'usine familiale à la fin de la guerre et la maison est également bombardée quelque temps après. Une grande partie du restant de la collection disparait à jamais. 
Pourtant quelques œuvres sont sauvées, comme un tableau du Greco et des tableaux impressionnistes qui se trouvaient protégés du fait qu'elles étaient confiées à la garde la Nationalgalerie de Berlin. 
Fin 1945, ces tableaux sont confisqués par l'Armée soviétique puis transférés au musée de l'Ermitage et au musée Pouchkine comme réparation des dommages de guerre. Ils sont cachés du public, jusqu'à une grande exposition de 1995, intitulée La Peinture française des XIXe et XXe siècles [de l'Ermitage] issues des collections privées d'Allemagne. 
Une autres partie de la collection, comprenant des peintres expressionnistes, épargnée par les bombardements, se trouve depuis 1965 conservée au musée Lenbachhaus de Munich.

## Quelques œuvres
L'hôtel particulier familial était essentiellement décoré avant la rencontre avec August Macke de toiles de peintres allemands du XIXe siècle dans le style prisé par la bourgeoisie de l'époque.
Lors de son premier voyage de Paris, Koehler achète des tableaux de Monet et de Renoir (dont la Femme se coiffant de 1887, une Nature morte aux pommes et aux fleurs de 1895 ou 1896). Plus tard, il achète des Pissarro, des toiles de Degas et de Cézanne, de Manet (Portrait de la ballerine Rosita Mauri ou La Jeune Femme en rose, peinte vers 1879). Il collectionne également des toiles de Van Gogh, de Gauguin et de Seurat, ainsi que de Signac. À la fin, il achète des tableaux de Bonnard et de Matisse, ainsi qu'un bronze de Maillol. Vers 1910, il s'intéresse aux fauvistes. Parallèlement, il achète régulièrement des tableaux de son neveu par alliance August Macke (une cinquantaine de toiles) et de son ami Franz Marc.
Il possédait aussi un Picasso, un Paysage de falaise de Derain et deux Douanier Rousseau. Il est le premier en Allemagne à collectionner Robert Delaunay avec une Tour Eiffel. Enfin, il s'intéresse entre autres à la fin de sa vie à Kandinsky, Kokoschka, Modigliani, Chagall, Munch et Max Slevogt.

## Tableaux de la collection Koehler

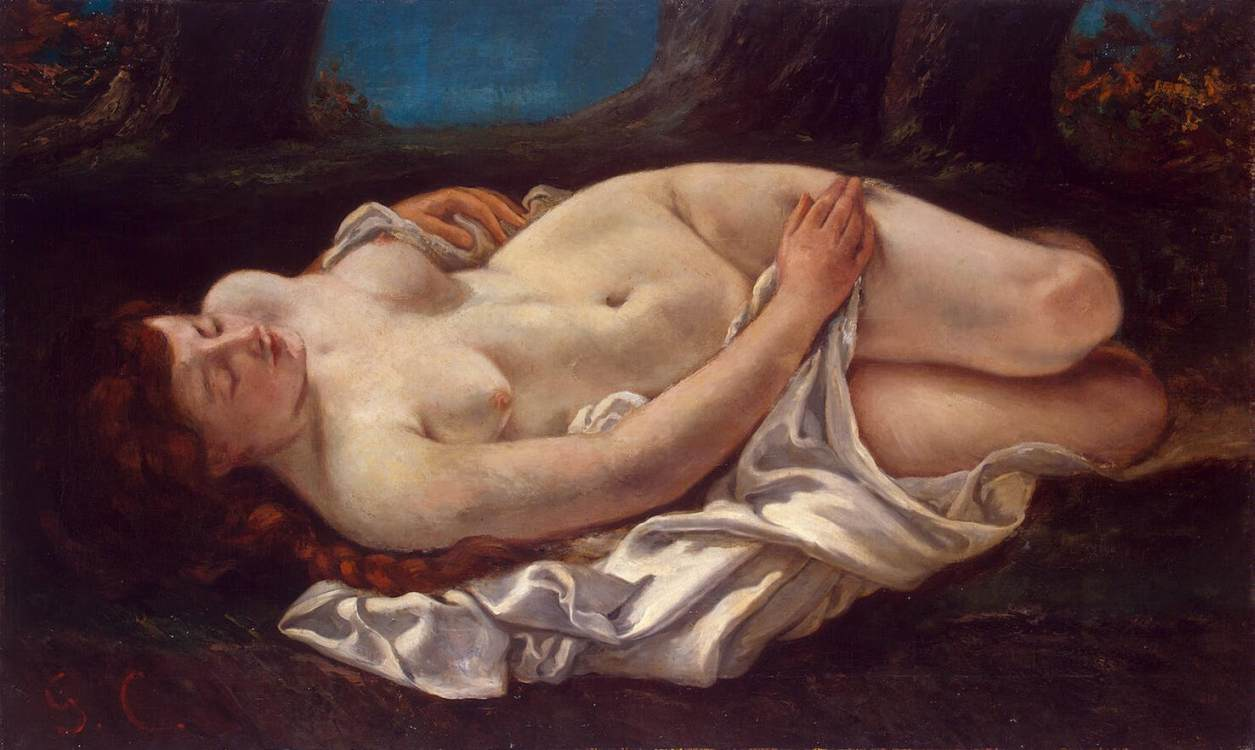
Gustave Courbet : Femme couchée (1865-1866), achetée à la galerie Gustav Knauer de Berlin par Koehler en 1908, actuellement au musée de l'Ermitage
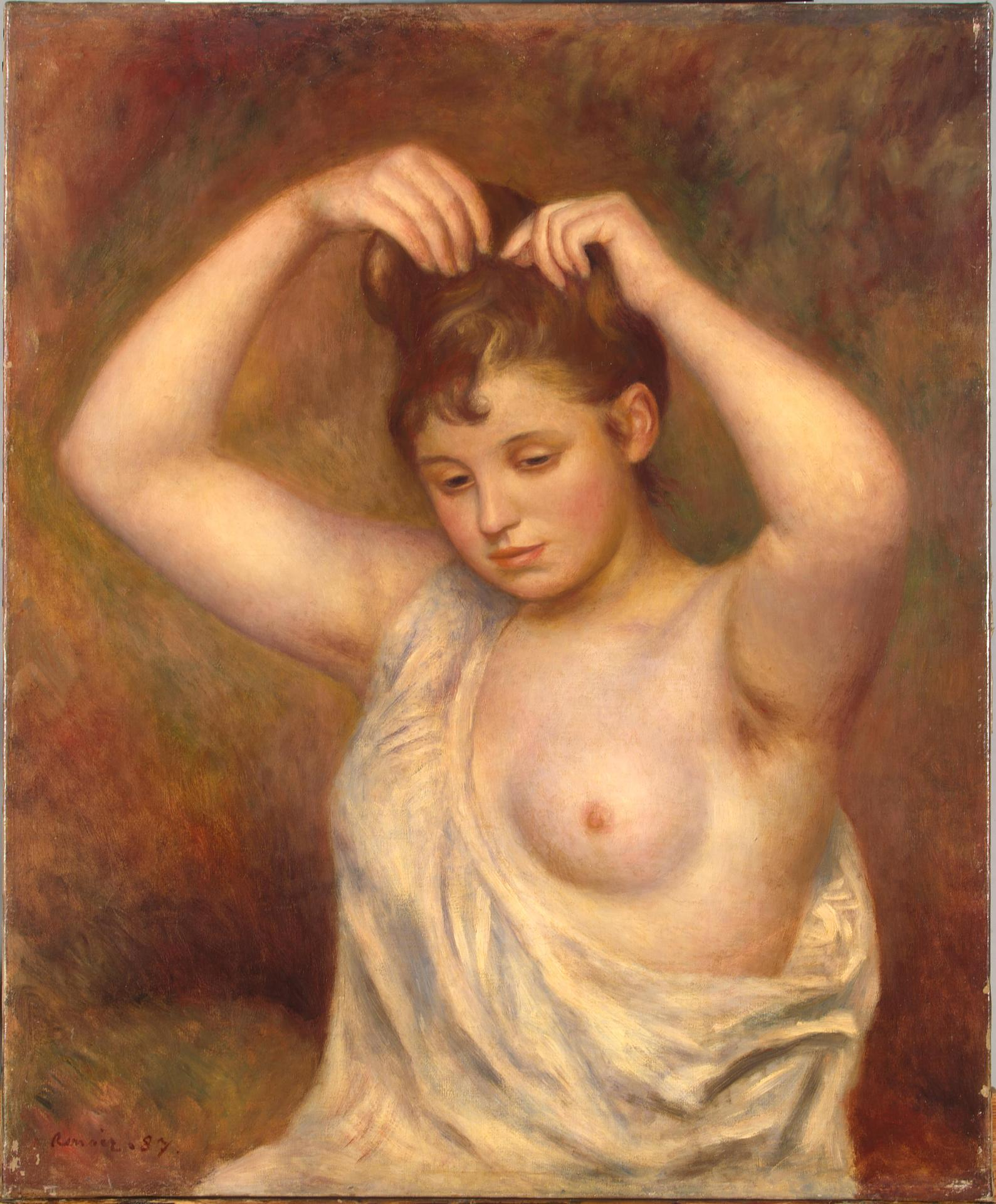
Auguste Renoir : Femme se coiffant (1887), musée de l'Ermitage
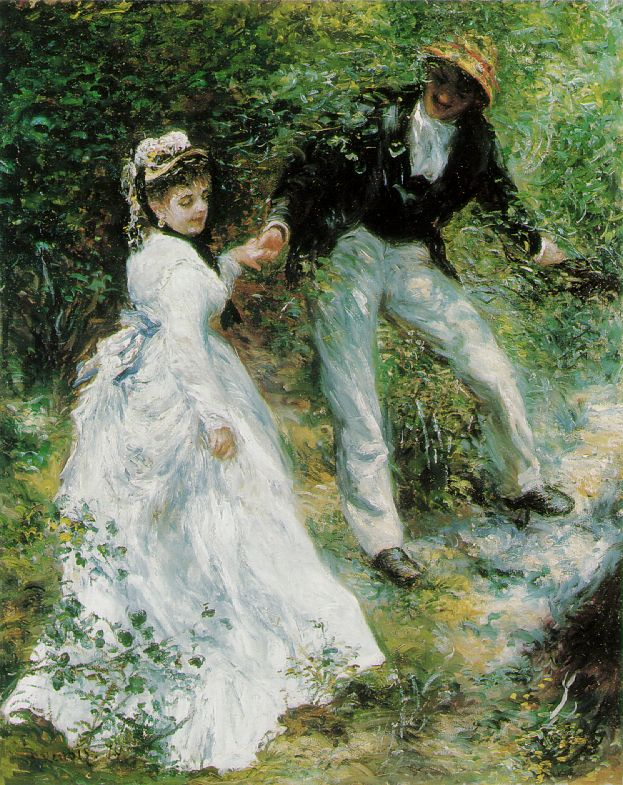
Auguste Renoir : La Promenade aujourd'hui au Getty Museum, Los Angeles
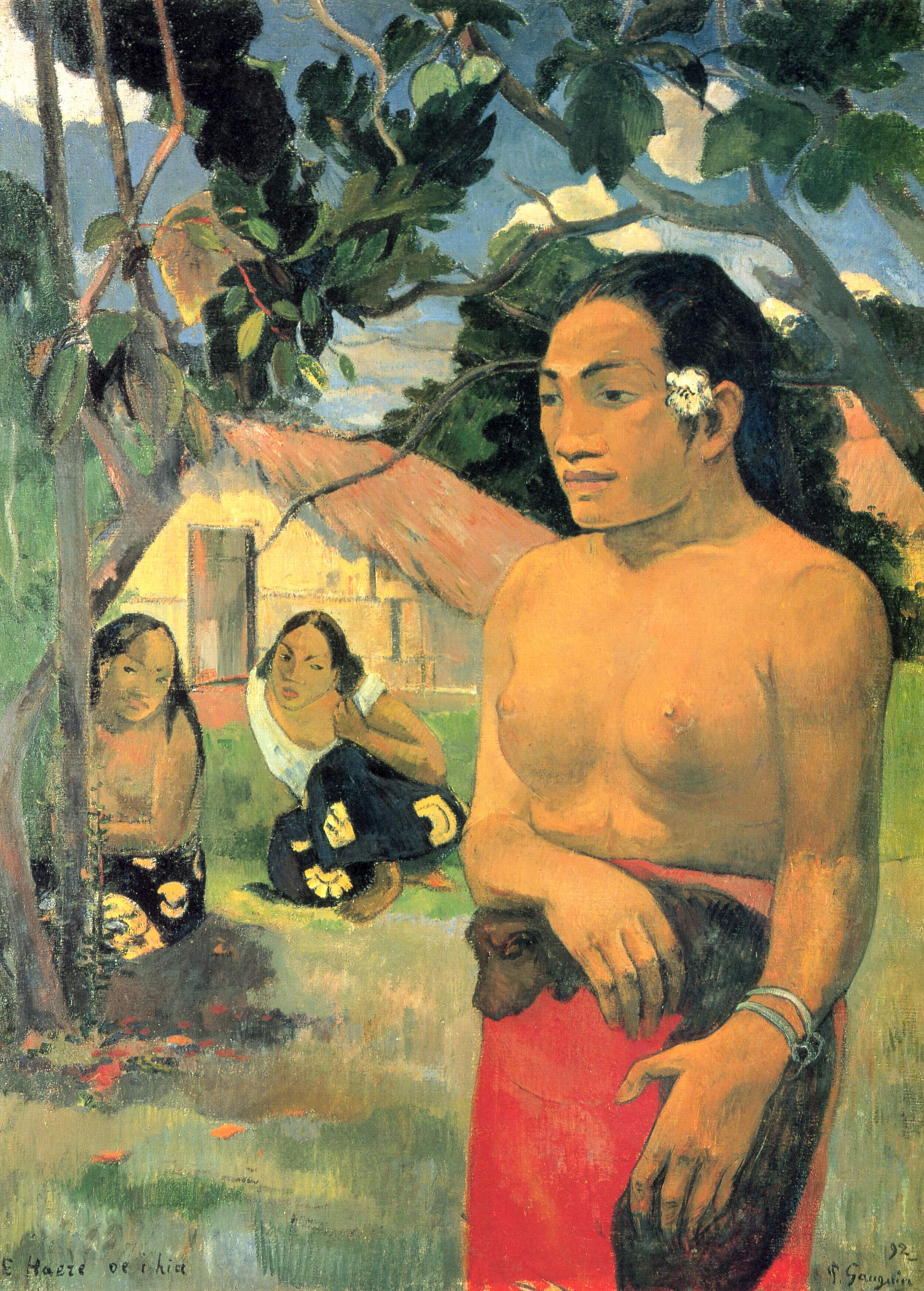
Paul Gauguin : Où vas-tu?, aujourd'hui à la Staatsgalerie, Stuttgart
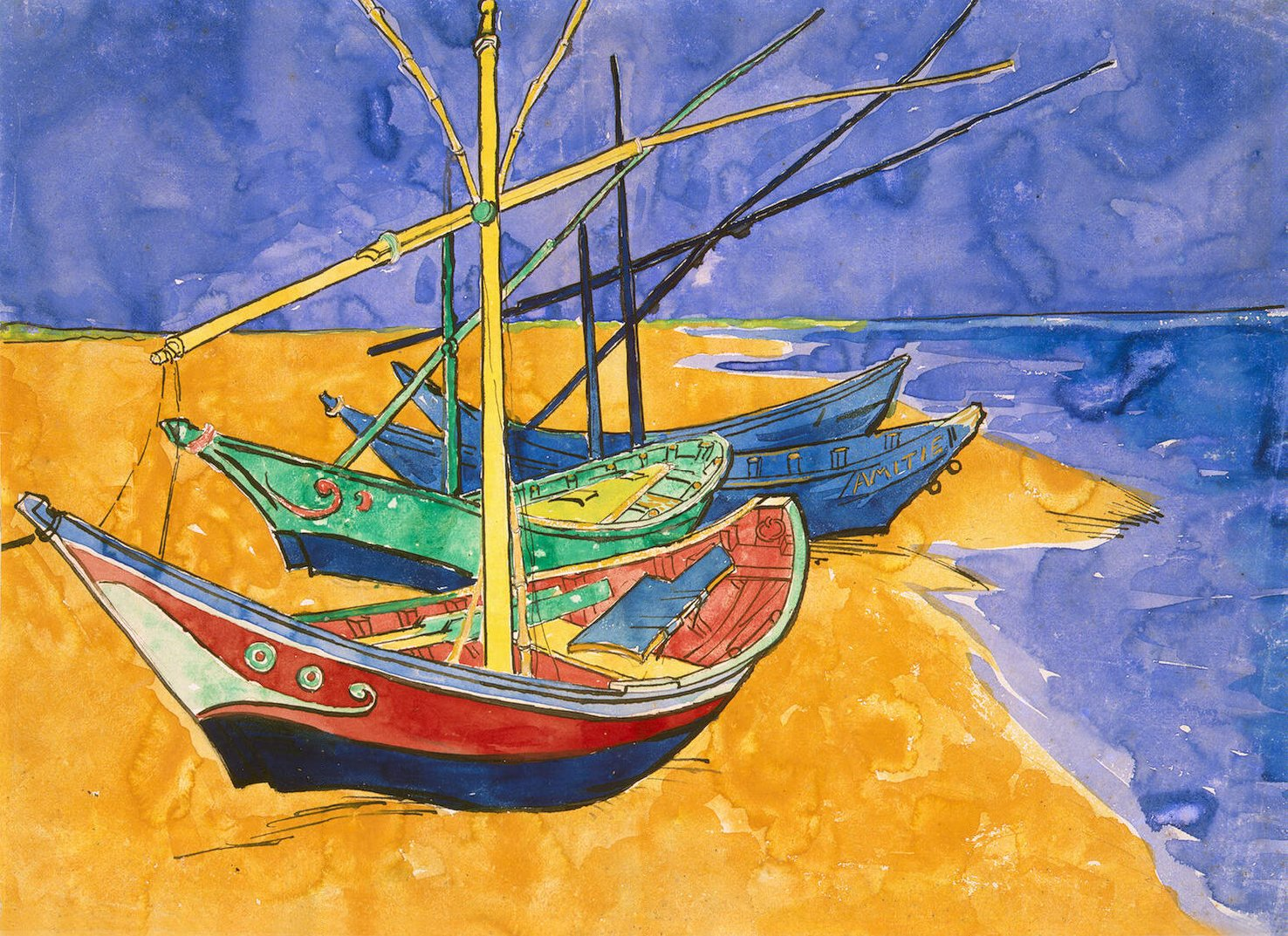
Vincent van Gogh : Bateaux de pêche sur la plage aujourd'hui au musée de l'Ermitage, Saint-Pétersbourg
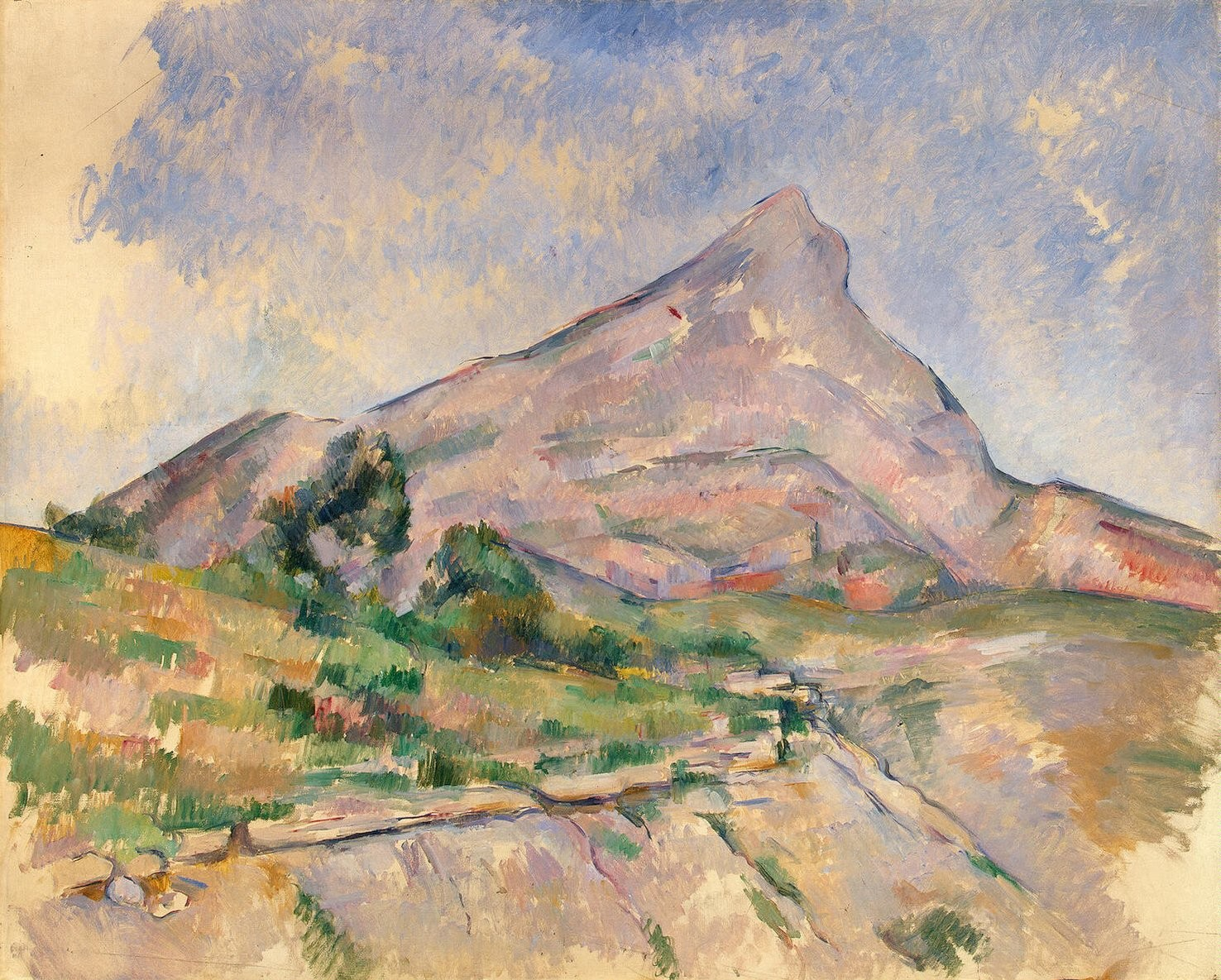
Paul Cézanne : La Montagne Sainte-Victoire aujourd'hui au musée de l'Ermitage, Saint-Pétersbourg
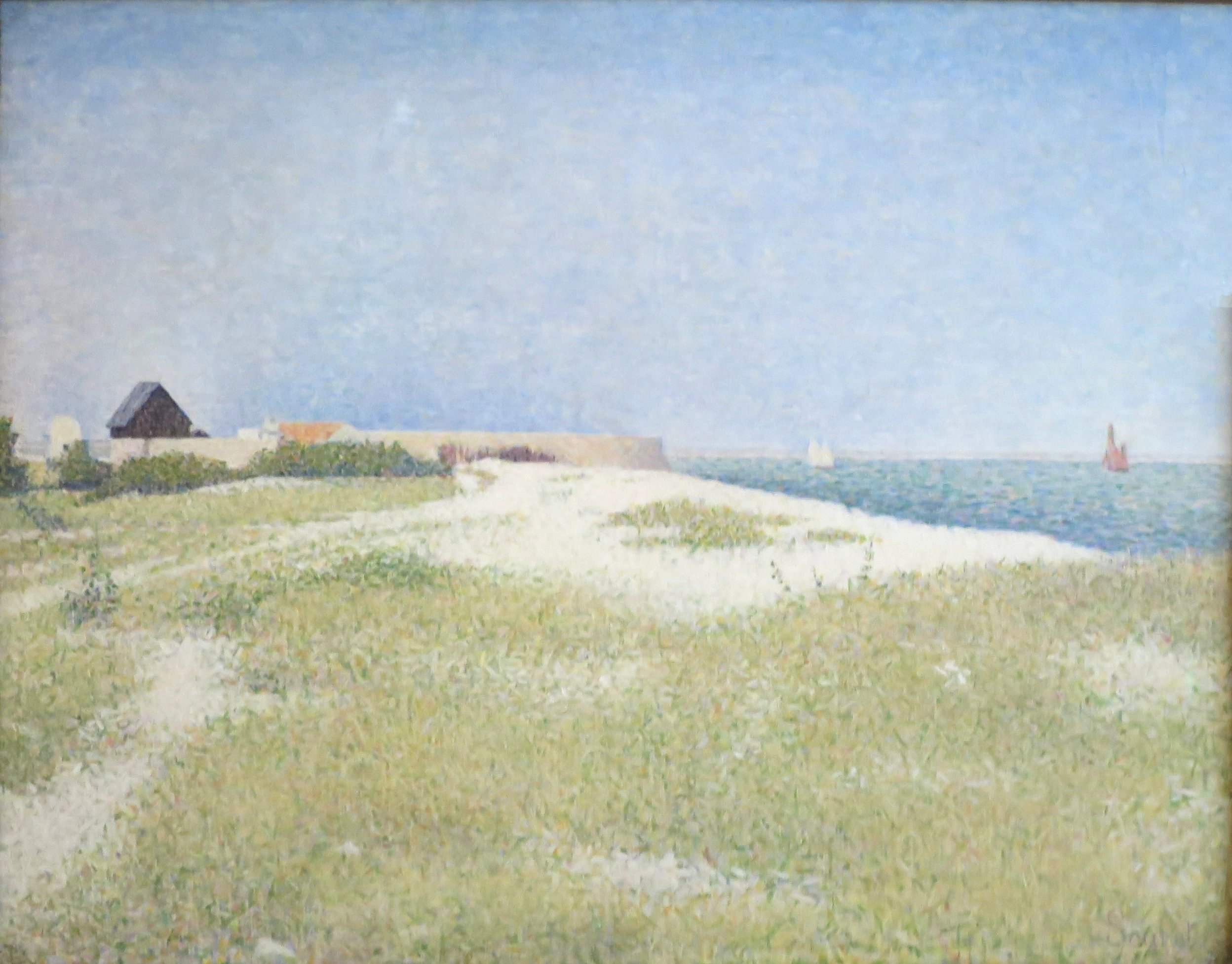
Georges Seurat : Vue du Fort-Samson aujourd'hui au musée de l'Ermitage, Saint-Pétersbourg
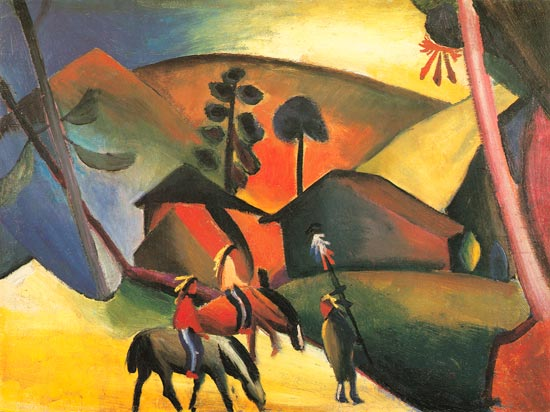
August Macke : Les Indiens à cheval aujourd'hui au musée Lenbachhaus de Munich
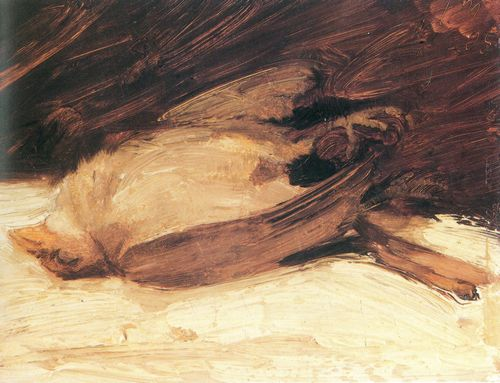
Franz Marc : Le Moineau mort, 1905, collection privée

## Source
- (de) Cet article est partiellement ou en totalité issu de l’article de Wikipédia en allemand intitulé « Bernhard Koehler » (voir la liste des auteurs).